# Ellen Kuhlmann
Ellen Kuhlmann (geb. 1957) ist eine deutsche Krankenschwester, Gesundheitswissenschaftlerin und Fachautorin. Sie ist Gastwissenschaftlerin an der Medizinischen Hochschule Hannover und Wissenschaftliche Beraterin des Instituts für Wirtschaft, Arbeit und Kultur der Johann Wolfgang Goethe-Universität Frankfurt am Main.

## Werdegang
Kuhlmann absolvierte im Jahr 1983 eine Ausbildung zur Krankenschwester in Göttingen und spezialisierte sich auf die Bereiche Anästhesie und Intensivpflege. Im Jahr 1996 schloss sie ein Studium der Soziologie an der Universität Göttingen und ein Studium der Gesundheitswissenschaften an der Universität Bielefeld ab. Im Jahr 1998 promovierte Kuhlmann sich im Fach Soziologie. Anschließend war sie am Wissenschaftszentrum Berlin für Sozialforschung im DFG-Projekt „Karrieren und Barrieren im Wissenschaftsbetrieb“ und als Wissenschaftliche Assistentin in der Abteilung Geschlechterpolitik im Wohlfahrtsstaat tätig. Im Jahr 2012 war Kuhlmann als Visiting Professor für Sozialpolitik am University Campus Suffolk tätig. Kuhlmann lehrte zudem als Vertretende Professorin an der Frankfurter Goethe-Universität und als Gastprofessorin an der Universität Siegen. Bis zum April 2015 lehrte Kuhlmann als Professorin i. V. für Rehabilitationswissenschaft
an der Technischen Universität Dortmund.

### Forschung
Kuhlmann hat zu den feministischen Theorien bezüglich des menschlichen Körpers und zum Strukturwandel des Gesundheitswesens gearbeitet. Derzeit forscht sie zu vergleichender Gesundheitspolitik, über die im Gesundheitssektor beteiligten Berufsgruppen, deren Professionalisierung und Einsatzmöglichkeiten, sowie Geschlechterrollen und Vielseitigkeit in der Gesundheitsversorgung und der Gesundheitspolitik.

### Positionen
Kuhlmann misst der Gesundheitsversorgungsforschung eine gewichtige Rolle bei. Sie sieht soziale Aspekte und biologische Einflussfaktoren bei der Gesundheit untrennbar verwoben. Sie seien eine Art „siamesische Zwillinge“, so Kuhlmann in einem Interview mit der Fachzeitschrift Ärztin. Die medizinische Ausbildung bereite ihrer Ansicht nach jedoch nicht darauf vor, solche sozialen Faktoren zu erkennen, worin Kuhlmann einen Ansatz für die Gesundheitsversorgungsforschung sieht.
Eingehende Erkenntnisse hat Kuhlmann zur Ungleichbehandlung der Geschlechter – insbesondere die Schlechterbehandlung der Frauen – in der Gesundheitsversorgung formuliert. Diese Abwertung geschehe dabei ebenso auf Seiten der Versorgenden Berufsgruppen, wie auch bei den Patienten. Kuhlmann erkennt zudem im Gesundheitssystem – insbesondere in den Krankenhäusern – eine Veränderung der Interessen und Bedürfnisse der Beschäftigten, auf die die Arbeitgeber ihrer Ansicht nach reagieren sollten. Hierzu gehören flexiblere Arbeitszeiten, Teilzeitmodelle, neue Wege der Karriereförderung und eine besser strukturierte Weiterbildung. Insbesondere in der Reaktion auf die Ansprüche von Frauen erkennt Kuhlmann Potential für eine erfolgreiche Strategie gegen den Personalmangel im Gesundheitswesen. Daher spricht sie sich für ein Überdenken von althergebrachten Arbeitsroutinen „vergangener Chefarztkönigreiche“ aus.

## Ehrenamtliches Engagement
Von 2011 bis 2013 war Kuhlmann Vizepräsidentin der European Sociological Association.

## Publikationen
- Profession und Geschlechterdifferenz. Geschlecht und Gesellschaft. Band 20, VS Verlag für Sozialwissenschaften (1999), ISBN 978-3-8100-2394-0
- (hrsg.) Konfiguration des Menschen: Biowissenschaften als Arena der Geschlechterpolitik, Leske & Budrich Verlag (2002), ISBN 978-3-8100-3444-1
- (mit Petra Kolip) Gender und Public Health. Grundlegende Orientierungen für Forschung, Praxis und Politik, Beltz Juventa Verlag (2005), ISBN 3-7799-1566-9
- (engl.) Modernising health care. Reinventing Professions, the state and the public, Policy Press (2007), ISBN 978-1-86134-858-6
- (mit Robert Blank und Viola Burau, engl.) Comparative Health Policy, Palgrave (2017), ISBN 978 1137544957